# Championnat d'Inde de football 2003-2004
Navigation
Saison suivante Saison suivante
La saison 2003-2004 du Championnat d'Inde de football est la huitième édition du championnat national de première division indienne. Les douze meilleurs clubs du pays prennent part au championnat organisé par la fédération. Les équipes sont regroupées au sein d'une poule unique, où elles rencontrent leurs adversaires deux fois, à domicile et à l'extérieur. À l'issue du championnat, les deux derniers du classement sont relégués et remplacés par les deux meilleurs clubs de deuxième division.
C'est le club de Kingfisher East Bengal, tenant du titre, qui remporte à nouveau la compétition après avoir terminé en tête du classement final, avec quatre points d'avance sur Dempo SC et huit sur Mahindra United. C'est le troisième titre de champion d'Inde de l'histoire du club.

## Clubs participants
| - JCT Mills - Kingfisher East Bengal - Salgaocar SC - Vasco Sports Club - Indian Bank FC - Sporting Clube do Goa - Promu de D2 | - Mohammedan SC - Promu de D2 - Dempo SC - Churchill Brothers SC - Mahindra United - Mohun Bagan - Tollygunge Agragami |

## Compétition
Le classement est établi sur le barème de points classique (victoire à 3 points, match nul à 1, défaite à 0).

### Classement
| Rang | Équipe                   | Pts | J  | G  | N  | P  | Bp | Bc | Diff |
| ---- | ------------------------ | --- | -- | -- | -- | -- | -- | -- | ---- |
| 1    | Kingfisher East Bengal T | 49  | 22 | 15 | 4  | 3  | 37 | 13 | +24  |
| 2    | Dempo SC C               | 45  | 22 | 12 | 9  | 1  | 28 | 12 | +16  |
| 3    | Mahindra United          | 41  | 22 | 12 | 5  | 5  | 34 | 21 | +13  |
| 4    | Churchill Brothers SC    | 36  | 22 | 10 | 6  | 6  | 29 | 24 | +5   |
| 5    | JCT Mills                | 33  | 22 | 8  | 9  | 5  | 23 | 21 | +2   |
| 6    | Vasco Sports Club        | 28  | 22 | 6  | 10 | 6  | 22 | 19 | +3   |
| 7    | Salgaocar SC             | 27  | 22 | 7  | 6  | 9  | 24 | 23 | +1   |
| 8    | Sporting Clube do Goa P  | 27  | 22 | 7  | 6  | 9  | 34 | 35 | -1   |
| 9    | Mohun Bagan              | 24  | 22 | 6  | 6  | 10 | 22 | 23 | -1   |
| 10   | Tollygunge Agragami      | 20  | 22 | 4  | 8  | 10 | 16 | 24 | -8   |
| 11   | Mohammedan SC P          | 19  | 22 | 4  | 7  | 11 | 20 | 39 | -19  |
| 12   | Indian Bank FC           | 8   | 22 | 2  | 2  | 18 | 15 | 50 | -35  |

|  | Qualification pour la Coupe de l'AFC 2005                                        |
|  | Relégation directe en deuxième division                                          |
|  | T: Tenant du titre P: Promu de deuxième division C: Vainqueur de la Coupe d'Inde |

## Bilan de la saison
| Championnat d'Inde de football 2003-2004                        |                                   |
| Champion                                                        | Kingfisher East Bengal (3e titre) |
| Coupes et trophées                                              |                                   |
| Vainqueur de la Coupe d'Inde 2003-2004                          | Dempo SC                          |
| Qualifications continentales                                    |                                   |
| Coupe de l'AFC 2005                                             | Kingfisher East Bengal            |
| Coupe de l'AFC 2005                                             | Dempo SC                          |
| Promotions et relégations                                       |                                   |
| Promus en Championnat d'Inde de football                        | State Bank of Travancore          |
| Promus en Championnat d'Inde de football                        | Fransa FC                         |
| Relégués en Championnat d'Inde de football de deuxième division | Mohammedan SC                     |
| Relégués en Championnat d'Inde de football de deuxième division | Indian Bank FC                    |